# Les Blanches Falaises de Douvres
Pour plus de détails, voir Fiche technique et Distribution.
Les Blanches Falaises de Douvres (The White Cliffs of Dover) est un film américain en noir et blanc réalisé par Clarence Brown, sorti en 1944. 
Le scénario s'inspire du poème patriotique d’Alice Duer Miller The White Cliffs (1940).

## Synopsis
Une jeune Américaine, Susan Dun, voyage en Angleterre et, la-bas, tombe amoureuse d’un aristocrate, John Ashwood. Ils se marient mais leur lune de miel est interrompue d'emblée par la mobilisation générale de la Première Guerre mondiale. Ashwood est envoyé en France ; il ne peut revoir sa femme qu’une seule fois à l'occasion d'une permission. Il se fait tuer peu avant la fin de la guerre. Dans l’intervalle, Susan a donné naissance à un fils qu'elle élève avec sa belle-mère. 
L'une des scènes du film, qui dure à peine trente secondes, montre des adolescents allemands venus dans le cadre d'un échange scolaire visiter la propriété des Ashwood. Dans leur conversation, ils laissent échapper une remarque sur l’opportunité d'utiliser les pelouses du parc pour faire atterrir des planeurs : ainsi, le scénario donne à entendre que ces jeunes sont impliqués dans un projet d'invasion nazie de l'Angleterre.

## Fiche technique
- Titre : Les Blanches Falaises de Douvres
- Titre original : The White Cliffs of Dover
- Réalisation : Clarence Brown
- Scénario : Claudine West, Jan Lustig et George Froeschel, inspiré d'un poème d'Alice Duer Miller
- Musique : Herbert Stothart
- Direction artistique : Cedric Gibbons
- Décorateur de plateau : Edwin B. Willis
- Costumes : Irene et Gile Steele
- Photographie : George J. Folsey et Robert H. Planck
- Montage : Robert Kern
- Production : Clarence Brown et Sidney Franklin
- Société de production et de distribution : Metro-Goldwyn-Mayer
- Pays de production :  États-Unis
- Langue d'origine : anglais américain
- Format : noir et blanc — 35 mm — 1,37:1 — son : mono (Western Electric Sound System)
- Genre : drame psychologique, guerre
- Durée : 126 minutes
- Dates de sortie : 
  - États-Unis : juin 1944
  - France : 7 septembre 1949

## Distribution
- Irene Dunne : Susan Dunn Ashwood
- Alan Marshal : Sir John Ashwood
- Roddy McDowall : John Ashwood enfant
- Frank Morgan : Hiram Porter Dunn
- Van Johnson : Sam Bennett
- Charles Aubrey Smith : le colonel Walter Forsythe
- May Whitty : Nanny
- Gladys Cooper : Lady Jean Ashwood
- Peter Lawford : John Ashwood jeune homme
- John Warburton : Reggie Ashwood
- Jill Esmond : Rosamund, la femme de Reggie
- Brenda Forbes : Gwennie
- Norma Varden : Mme Bland
- Elizabeth Taylor : Betsy Kenney à 10 ans

Acteurs non crédités
- Harry Allen : un chauffeur de taxi
- Edmund Breon : Major Rupert Bancroft
- Charles Coleman : le capitaine Davis
- George Davis : un garçon d'hôtel
- Tom Drake : Un soldat américain mourant
- Emily Fitzroy : une vieille fille à la pension de famille
- Lumsden Hare : le vicaire
- Molly Lamont : Helen Hampton
- Doris Lloyd : une dame à la pension de famille
- Miles Mander : le major Loring
- Lal Chand Mehra : un étudiant indien
- Gavin Muir : le capitaine Griffiths
- Anita Sharp-Bolster : Miller
- Arthur Shields : Benson

## Récompenses
Ce film a été nommé pour l’Oscar de la meilleure photographie en noir et blanc.